# کارول ژائو
 کارول ژائو (انگلیسی: Carol Zhao؛ زاده ۲۰ ژوئن ۱۹۹۵) یک تنیس‌باز اهل کانادا است.